# Estación de Dublín Connolly
Dublin Connolly (en irlandés: Stáisiún Uí Chonghaile) es una de las principales estaciones de ferrocarril de la República de Irlanda y se encuentra en Dublín. Inaugurada en 1844 como Amiens Street Station, la fachada cuenta, como adorno, con una torre de estilo italiano distintiva en su centro. Situada en el lado norte del río Liffey, proporciona servicios interurbanos y de cercanías hacia el norte, noroeste y sudeste. El servicio de norte a sur del Dublin Area Rapid Transit (DART) también pasa a través de la estación. Las oficinas de la estación albergan la sede de Iarnród Éireann, la empresa nacional de ferrocarriles.

## Historia
La estación fue inaugurada el 29 de noviembre de 1844 por la Compañía de Ferrocarriles de Dublín y Drogheda como Estación de Dublín , pero pasó a llamarse Estación de Amiens Street diez años más tarde después de la calle en la que se encuentra. Originalmente, la estación servía solo a una línea principal a Drogheda , y en 1853 se inició a través de servicios a Belfast . En 1891, la ciudad de Dublin Junction Railway abrió una estación separada llamada Amiens Street Junction inmediatamente al lado de la estación de DDR. Amiens Street Junction tenía plataformas pasantes y permitía a los pasajeros viajar por el puente Loopline hasta Westland Row en la ciudadSouthside y en adelante a Rosslare .
En 1937, el MGWR 's Estación Broadstone se cerró, y los servicios a Sligo fueron transferidos a través de Westland Row Amiens Street Junction.
Después de la fusión de GNR (I) a fines de la década de 1950, las dos estaciones se fusionaron en una, simplemente llamada Amiens Street. Las plataformas construidas por el DDR se convirtieron en las plataformas 1-4, que ahora se utilizan para los trenes Intercity y Enterprise a Sligo y Belfast; las plataformas construidas por el CDJR se convirtieron en las plataformas 5-7, utilizadas para los servicios DART , Commuter y Rosslare; el edificio de la estación de la DDR se convirtió en la entrada principal de pasajeros y la sala de boletos; y el edificio del CDJR cayó en desuso.
En 1966, el 50 aniversario del Levantamiento de Pascua , Amiens Street fue seleccionada como una de las quince estaciones principales en Irlanda para cambiar sus nombres en honor a los patriotas ejecutados por sus roles en el levantamiento. Amiens Street pasó a llamarse Connolly Station, en honor al revolucionario socialista James Connolly .
Los servicios a Galway y Mayo a través de Mullingar y Athlone habían pasado por Connolly hasta Pearse desde 1937, pero fueron transferidos a la estación de Heuston en la década de 1970. Los trenes de los domingos a Cork, Limerick y Waterford durante la década de 1960 operaban desde las plataformas Connolly 5, 6 y 7 a través del Phoenix Park Tunnel , para evitar el costo de abrir Heuston para la demanda limitada de tráfico dominical en ese momento.
En 1984, se completó la electrificación de partes de las líneas Dublín-Belfast y Dublín a Wexford y comenzaron los servicios DART . El edificio de la estación de ladrillo rojo construido por el CDJR fue renovado y reabierto para los viajeros.
A finales de la década de 1990, la estación de Connolly fue completamente renovada y parcialmente reconstruida. Se construyó una sala de la estación completamente nueva, se reemplazó el techo de las plataformas 1 a 4 y se instalaron un nuevo bar / cafetería y tiendas. La antigua entrada de la estación DART / Suburban (edificio CDJR) y el vestíbulo de la estación secundaria (más al norte en Amiens Street) se cerraron nuevamente, pero se abrió una nueva entrada en el lado del Centro de Servicios Financieros Internacionales . La Línea Roja de Luas comenzó a servir a la estación en 2004.  Como parte de la preparación para esto, la rampa que había sido una terminal de autobuses fue demolida y reemplazada por una estación de tranvía de dos plataformas conectada a la explanada principal por escaleras mecánicas y ascensor.